# Лагутин, Константин Власьевич
Константи́н Вла́сьевич Лагу́тин (1866 — ?) — крестьянин, депутат Государственной думы I созыва от Калужской губернии.

## Биография
Из крестьян Лихвинского уезда Калужской губернии.Получил начальное образование. Был волостным старшиной.
28 марта 1906 избран в Государственную думу I созыва от общего состава выборщиков Калужского губернского избирательного собрания. Входил в Конституционно-демократическую фракцию. Активно в работе Думы не участвовал. После роспуска Думы был осуждён по обвинению в оскорблении его императорского величества.
Дальнейшая судьба и дата смерти неизвестны.